# Flugplatz Rosenthal-Field Plössen

i7
i11
i13
Der Flugplatz Rosenthal-Field Plössen (auch Flugplatz Speichersdorf oder Rosenthal Airfield-Plössen, ICAO-Code: EDQP) ist der Sonderlandeplatz  der oberfränkischen Gemeinde Speichersdorf im Landkreis Bayreuth. Er wird von der Fliegerschule und Flugbetrieb Strössenreuther GmbH betrieben.

## Geografie

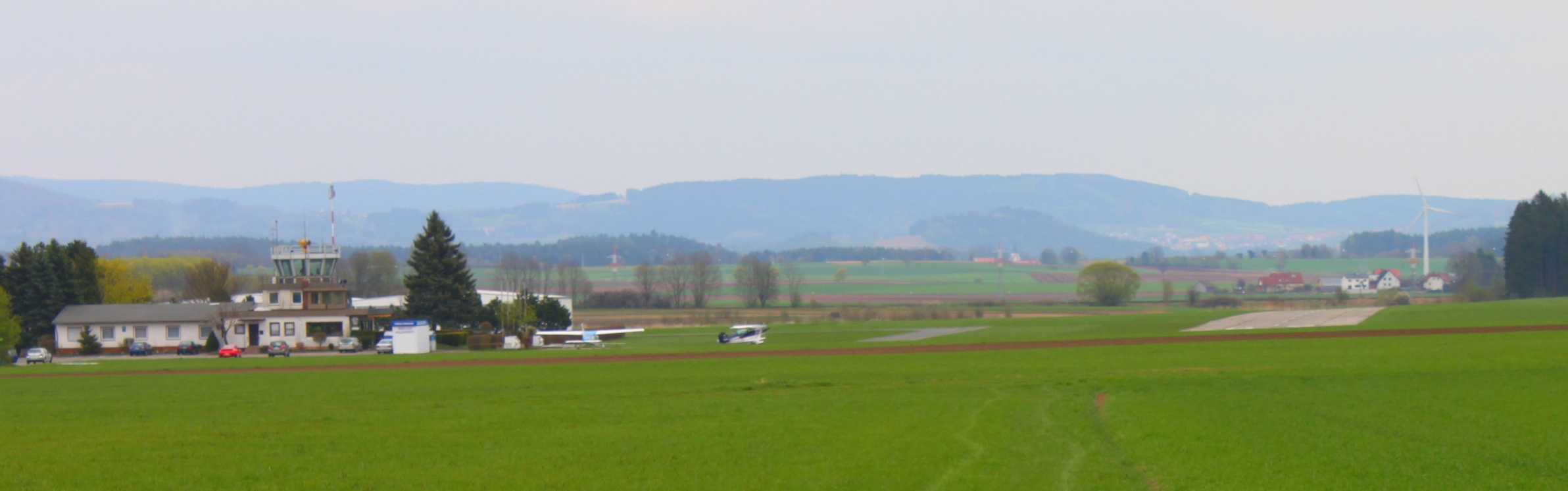
Flugplatz EDQP, Blick von Westen (2011) im Hintergrund der Anstieg zum Fichtelgebirge

Der Flugplatz liegt 1,5 Kilometer südlich des historischen Ortskernes von Speichersdorf bei dem Ortsteil Plössen im Flurstück Gereut auf einer Höhe von 454 bis 457 m ü. NN. Naturräumlich befindet er sich im Quellgebiet der Haidenaab, westlich steigt das Gelände zur Fränkischen Schweiz hin auf, östlich zum Fichtelgebirge. Die Staatsgrenze zu Tschechien verläuft 40 km östlich.
Die Landebahn des Flugplatzes grenzt westlich rechtwinklig an eine Gemeindestraße. Aus diesem Grund zeigt eine Ampel an, ob sich ein Flugzeug im Landeanflug befindet.

## Geschichte
Der Flugplatz wurde eigentlich für die Militärausbildung während des Zweiten Weltkriegs konzipiert. Dort wurden hauptsächlich Bomberpiloten ausgebildet. Nach der Besetzung im April 1945 durch alliierte Truppen war den Deutschen die Fliegerei zunächst verboten. Nach der Aufhebung des Flugverbotes 1951 kam die zivile Luftfahrt auf Graspiste wieder in Bewegung und 1964 gründete Manfred Strößenreuther die auch  heute noch dort bestehende Flugschule.
Der Flugplatz in seiner heutigen Form entstand erst 1970 durch den Bau der asphaltierten Start- und Landebahn, des Towers und der Flugzeughallen. Am 4. April 1980 war der Flugplatz Ausgangs- und Endpunkt einer spektakulären Fluchthilfeaktion. Zwei US-amerikanische Piloten flogen in einem Hubschrauber des Typs Jet Ranger über den Eisernen Vorhang in die Tschechoslowakei, wo sie eine aus der DDR stammende Familie mit zwei Kindern aufnahmen und in den Westen brachten.
Überregional bekannt wurde der Flugplatz Rosenthal-Field Plössen durch die Flugkünste Manfred Strößenreuthers, der unter anderem auch Europa- und Weltmeistertitel gewann. Der Name des Flugplatzes kommt von der Porzellanfabrik, die Philip Rosenthal in Speichersdorf gründete. Seit 1985 ist Rosenthal-Field Plössen auch Ultraleicht-Flugplatz.

## Flugplatz und Ausstattung
Der Flugplatz ist ein Sonderlandeplatz für Luftfahrzeuge aller Art bis 4000 kg Höchstabfluggewicht (MTOW), Hubschrauber bis 5700 kg und meist von 9.00 bis Sonnenuntergang in Betrieb. In den übrigen Zeiten ist eine Landung nur nach vorheriger Anmeldung möglich (PPR). Der Platz führt den ICAO-Code EDQP.
Derzeit finden auf dem Flugplatz, der der allgemeinen Luftfahrt dient, keine Linien- und Charterflüge statt. Es landen und starten dort Privatpiloten und es sind eine Flugschule, die Fallschirmsportgruppe Speichersdorf e. V. sowie Kunstflieger ansässig.
Es bestehen ein Wirtschafts- und Werkstattgebäude mit einem Tower (Frequenz 127,450 MHz), ein Helipad, mehrere Hangars und eine Gaststätte sowie eine Tankstelle mit Ölservice.

## Zwischenfälle
Auf dem Flugplatz bzw. in seinem Umfeld kam es mehrfach zu tödlichen Unfällen, bei denen bisher insgesamt sieben Menschen starben:
- Kunstflugweltmeister Manfred Strößenreuther kollidierte am 29. März 1986 im Landeanflug mit einer anderen Maschine. Strößenreuther und drei weitere Personen kamen ums Leben.[5]
- Am 7. August 1988 stürzte ein Flugzeug des Typs North American AT 6 bei einer Kunstflugübung in ein Wohnhaus. Der Pilot verstarb, zwei Hausbewohner wurden verletzt.[5]
- Gegen Abend des 20. Oktober 2012 stürzte – vermutlich beim Landeanflug – eine einmotorige Maschine des Typs Mooney M 20 unmittelbar neben einer Straße Nähe des Ortsteils Roslas ab. Beide Insassen kamen dabei ums Leben.[6]

## Verkehr
- Der Flugplatz ist über Gemeindestraßen mit der Staatsstraße St 2184 und der Bundesstraße 22 verbunden.
- Der ÖPNV bedient den Flugplatz nicht direkt, jedoch kann am fußläufig zehn Minuten entfernten Bahnhof Kirchenlaibach zu mehreren Bahnstrecken zugestiegen werden.